# Ophélie Winter
Pour les articles homonymes, voir Winter.
Ophélie Kleerekoper, dite Ophélie Winter, née le 20 février 1974 à Boulogne-Billancourt, est une chanteuse, autrice-compositrice, animatrice de télévision, actrice et mannequin franco-néerlandaise.

## Biographie

### Origines et famille
Ophélie Winter est la fille de Lion Kleerekoper dit David Alexandre Winter et de Catherine Fefeu, dite Cathy Kleerekoper. Ses parents divorcent en 1976. Son père part ensuite aux États-Unis.

### Jeunesse et débuts (1984-1994)
En 1984, elle enregistre à dix ans son premier titre, La chanson des klaxons, en duo avec Bob. Elle récidive en 1987 avec un deuxième single, Poil de carotte. Les deux disques passent inaperçus.
En 1991, elle délaisse ses études et devient mannequin après avoir été repérée par l'agence Absolu et pose pour divers supports à diffusion européenne : catalogue lingerie, publicités télévisées, couvertures de magazines comme L'Écho des savanes et Photo,. Pour ce dernier, elle est photographiée dans le studio Rive Droite par Philippe Robert le 19 mars 1994.
En 1992, elle rencontre les frères Nacash, qui produisent alors ses premiers singles, et sort la première version du titre When I got the Mood qui, malgré un accueil plutôt froid, lui permet cependant de passer à la télévision et dans la presse adolescente.
Durant cette période, elle apparaît épisodiquement dans des sitcoms comme Salut les Musclés en 1993 ou Filles à papas en 1994.
En 1993, sort la première version de Shame on U, qui n'est pas un succès mais lui permet de participer à la tournée d'été Pepsi en France. Elle pose parallèlement pour la marque de vêtements Lee Cooper. Par la suite, elle dira régulièrement avoir vécu à cette période dans l'entourage de Prince ; à ce propos, le magazine Africa International écrit en 1993 : « Même le petit chanteur a trouvé une gbamsse [une charmeuse], Ophélie Winter, mannequin français inconnue au bataillon », précisant par ailleurs que le chanteur aime les blondes. Cette même année, elle enregistre la version française d'une chanson de Prince, The Most Beautiful Girl in the World, devenue Le plus bel homme de l'univers.
Par la suite, sort le double single Dad / Pour une lady, qui est un message personnel pour son père, et elle en assure la promotion dans plusieurs émissions de variétés, notamment Yacapa et 40° à l'ombre sur France 3, mais ces titres n'entrent pas au Top 100.
À la rentrée 1994, elle fait retirer le single Dad / Pour une lady des bacs quelques jours après sa sortie. L'album Impatience devait comporter les titres qu'elle avait sortis, mais malgré la promotion qui a été assurée pour cet album, il a été finalement abandonné. Elle cesse alors définitivement sa collaboration avec les frères Nacash même si certains des titres produits par ceux-ci apparaissent avec une nouvelle version dans l'album No Soucy !.

### Révélation (1994–2004)

#### Animatrice sur M6
Le 24 juin 1994, Ophélie Winter participe en tant que membre du jury de l'émission La nuit la plus Love : la 1re coupe du monde de la séduction produite par Thierry Ardisson sur M6. Remarquée par Laurence Aupetit, directrice de l'unité musique et divertissement de M6, elle fait alors ses débuts d'animatrice télé le 23 septembre 1994 en co-animant Dance Machine 4. Mais c'est l'émission musicale Hit Machine, qu'elle co-présente avec Yves Noël d'octobre 1994 à juin 1995, qui la rend populaire. Elle apparaît aussi dans deux épisodes de la sitcom Classe mannequin, la série française phare de la chaîne.
Elle devient alors l'égérie de M6 et une animatrice appréciée des adolescents. Entre 1995 et 1997, Ophélie Winter présente chaque mercredi Dance Machine Club en compagnie de son frère Mickaël. Suivent ensuite Coming next le samedi à 20h, ainsi qu'Ophelie Street, qu'elle présente dans une voiture décapotable parcourant les rues de Paris. M6 lui confie également la présentation d'une émission en prime time, Ophélie Show, et du Dance Machine à Bercy, qu'elle co-anime, le temps de quelques éditions.

#### Succès musical
Côté musique, elle publie en octobre 1995 un nouveau single, Dieu m'a donné la foi, qui devient un grand succès : no 1 du Top 50 et disque d'or,. Qualifiée de favorite par Le Parisien, elle est nommée à la onzième cérémonie des Victoires de la musique dans la catégorie révélation féminine de l'année face à Axelle Renoir et à Stephend, qui est quasiment inconnue mais décroche néanmoins le trophée, ce qui entraîne très vite une polémique sur l'aspect confidentiel des activités de Stephend. La polémique enfle encore quand est rendue publique l'association de Denys Limon, producteur de Stephend, avec Claude Fléouter, producteur exécutif de la cérémonie des Victoires de la musique, créée 11 ans plus tôt par les deux producteurs, en compagnie de Pascale Tardy,,,,,,.
Ophélie Winter publie son premier album le 22 mai 1996, No Soucy !, qui devient disque de platine,. Cet opus, qui se veut soul et new jack swing, est influencé par la musique afro-américaine. Pour l'occasion, elle s'entoure de Soulshock and Karlin (en) ainsi que Siedah Garrett, collaboratrice de Michael Jackson et Madonna. La chanteuse est au sommet de sa popularité et devient omniprésente dans les médias. Elle partage à cette époque la vie de MC Solaar, avec qui elle collabore en 1996 sur la chanson Un jour, sur la bande originale du film de Disney, Le Bossu de Notre-Dame.
Après Dieu m'a donné la foi, sortent rapidement les singles Le feu qui m'attise (no 7 au Top 50), une nouvelle version de Shame on U (no 9 au Top 50), Rien que pour lui puis Keep it on the red light avec le rappeur Coolio (no 19 au Top 50). Une version européenne de l'album, intitulée Soon, sort en septembre 1996 et s'écoule à 100 000 exemplaires,. En 1997, Ophélie Winter est nommée aux Victoires de la musique, cette fois dans la catégorie artiste interprète féminine de l'année face à Zazie et à Barbara, cette dernière remportant le prix.
Elle intègre la troupe des Enfoirés en 1996, et participera aux éditions 1999, 2000, 2003 et 2005, ainsi qu'aux titres Sa raison d'être (1998) et Noël ensemble (2000) du collectif Ensemble contre le Sida.
En août 1998, paraît son second album, Privacy, porté par les singles Je marche à l'envers, Elle pleure, Je cours, Je t'abandonne et Ce que je suis. Ce dernier titre est repris l'année suivante sous le titre What a Girl Wants par Christina Aguilera. Anders Bagge, Alexander Kronlund (en), Guy Roche (sv) collaborent à l'élaboration de la galette. Ce nouvel album, plus pop et plus funk que le premier, est certifié disque d'or — sans atteindre les scores de son premier album, — grâce notamment au succès des titres Je marche à l'envers (no 23 au Top 50) et surtout Elle pleure (no 12 au Top 50), qui reçoit un disque d'argent. Ce titre, adapté en français par Ophélie Winter, parle d'une « enfant […] que l'on profane » et à propos de laquelle elle conclut par : « ils ont violé son âme [...] ». Elle révélera 23 ans plus tard qu'il s'agissait en fait d'une chanson autobiographique, ayant été victime pendant des années d'abus sexuels de la part de son oncle déficient mental,,.
La version anglaise de l'album Privacy est publiée pour le marché international, incluant notamment I Spy (version anglaise de Je marche à l'envers, qui se classe à la 72e place du classement allemand).
En 1999, après avoir dû annuler sa tournée (dont une série de concerts à l'Olympia), faute de réservations suffisantes, elle présente sur TF1 en janvier 2000 la première cérémonie des NRJ Music Awards, en direct du Midem de Cannes. Quelques semaines plus tard, la chaîne lui consacre un prime time intitulé Ophelie Winter Show, qu'elle anime entourée d'une pléiade d'artistes dont Michel Galabru.
En janvier 2002, Ophélie Winter chante avec Alpha Blondy le titre Who are you, qui figure sur l'album Merci du chanteur ivoirien. À l'automne 2002, elle lance son troisième album, Explicit Lyrics, sur lequel ont collaboré des artistes tels que Wallen ou Viviane Chidid. Le premier single, Sache, se classe 6e au Top 50 et devient disque d'argent. Le clip de la chanson, réalisé par Luc Besson, met en scène la chanteuse aux côtés de Gérard Depardieu. Trois singles sont extraits de l'album : Sache, Tout l'monde le fait et Yeah Yeah Yeah (en duo avec Fabolous).

#### Évolution au cinéma
Parallèlement à sa carrière de chanteuse, Ophélie Winter se lance dans le cinéma. En 1996, elle est choisie par Claude Lelouch pour faire ses débuts sur grand écran dans Hommes, femmes, mode d'emploi avec notamment Fabrice Luchini et Bernard Tapie.
Elle tient ensuite les rôles principaux dans Tout doit disparaître et Bouge !, en 1997, dans Folle d'elle avec Jean-Marc Barr, en 1998, et dans Mauvais Esprit avec Thierry Lhermitte et Clémentine Célarié, en 2003. En 2000, elle est Cassandra Menage, le premier rôle féminin de Y a-t-il un flic pour sauver l'humanité ?, dont elle interprète deux titres sur la bande originale : Get Down Tonight et Throw it Up. En 2001, elle joue également dans Les Jolies Choses aux côtés de Marion Cotillard, Patrick Bruel, Stomy Bugsy et Titoff.

### Une carrière moins glorieuse (2004–2009)

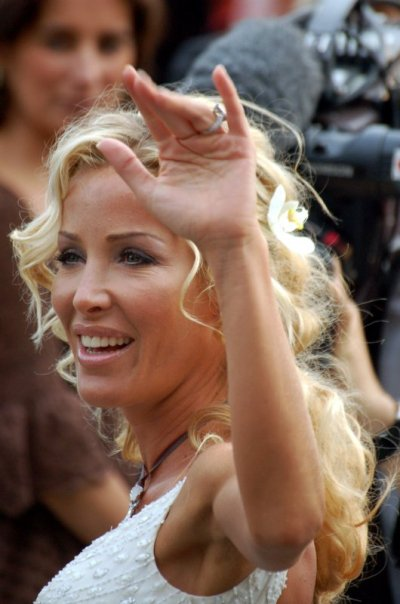
Ophélie Winter au festival de Cannes 2006.

En 2004, Ophélie Winter collabore à la bande originale du film RRRrrrr!!! d'Alain Chabat, son compagnon de l'époque, avec le titre Yeah! Yeah! Yeah! en duo avec Fabolous.
Mais cette même année, le Bidet d'or de la pire actrice pour la comédie Mauvais Esprit de Patrick Alessandrin met un terme définitif à sa carrière d'actrice de cinéma.
Côté télévision, elle passe au second plan : en 2005, elle présente durant dix semaines sur M6 Music Black l'émission Mission Missy — la version américaine est présentée par la rappeuse Missy Elliott — et anime en 2006 une émission spéciale sur 13e rue mettant à l'honneur la série New York, police judiciaire.
En 2007, elle est mise en garde à vue à Nanterre pour usage de stupéfiants dans le cadre d'un trafic de cannabis et de cocaïne. Son domicile est perquisitionné. Elle est remise en liberté, n'étant déclarée que consommatrice.
En septembre 2007, elle devient jurée de la quatrième saison de Popstars sur M6, aux côtés de Mia Frye, Sébastien Farran et Benjamin Chulvanij.
Le 17 mars 2009, sort sur les plateformes de téléchargement le single Affection, extrait de l'album Resurrection. Sorti le 19 mai 2009, cet album, produit par Ophélie Winter avec son propre label Double You, a été composé en grande partie par l'artiste jamaïcain Wayne Beckford. Bien qu'il entre à la troisième place du classement digital en France, l'album ne parvient pas à intégrer les classements des meilleures ventes et ne rencontre pas le succès escompté,,.

### Retour à la télévision (2009–2018)
Fin 2009, elle est la coach d'une chorale pour une émission de TF1 intitulée La Bataille des chorales, aux côtés d'Amel Bent, Patrick Fiori et Passi.
En 2010, après un rôle dans un épisode de RIS police scientifique, Ophélie Winter est choisie par le joaillier Edouard Nahum pour devenir l'égérie de ses bijoux « Haute joaillerie ». Elle chante également en duo avec l'artiste congolais Papa Wemba qui lui propose de « revisiter » un titre de son répertoire, Ye te Oh. Un inédit, Ne va pas croire — écrit pour la lutte contre le sida — sort en décembre 2010 ; l'intégralité de ses droits est reversée à l'association AIDES, dont Ophélie Winter est l'une des marraines.
Après avoir participé au titre Des ricochets avec le collectif Paris Africa, elle joue en 2012 dans un épisode de Doc Martin pour TF1 aux côtés de Thierry Lhermitte. Elle pose ensuite sa voix sur le titre collectif Parle, Hugo, Parle, en faveur de l'association Les Voix de l'enfant.
À l'automne 2014, elle participe à la cinquième saison de l'émission Danse avec les stars sur TF1, aux côtés du danseur Christophe Licata, et termine dixième de la compétition. Elle dit garder de ce moment un mauvais souvenir, le qualifiant même de « pire expérience » de sa vie.
En 2017, elle participe au prime time Scènes de ménages : Ça va être leur fête ! sur M6.

### Rumeurs dans la presse people en 2019
Le 20 septembre 2019, le magazine Public annonce que la chanteuse, ruinée, serait sans domicile fixe et errerait dans les rues de Paris, dormant dans sa voiture,. Le magazine, qui dévoile des clichés d'Ophélie Winter à la rue, explique que ses biens se résumeraient désormais à : « quelques sacs entassés dans sa citadine, des bijoux fantaisie et de larges lunettes de soleil ». Les rumeurs sur la chanteuse, divorcée depuis deux ans, sont relayées par la presse people,,,,,. Selon RTL Info (RTL-TVI), la chanteuse, menacée par un de ses ex-compagnons, serait recherchée par la police qui veut la protéger.

### Relance de sa carrière (depuis 2020)
En 2020, elle s'installe sur l'Île de la Réunion pour échapper à l'épidémie de Covid. En octobre 2022, elle déclare dans une interview qu'elle se plait dans cette nouvelle vie au soleil, loin des projecteurs et des paparazis, mais qu'elle a cependant des projets plein la tête.
Elle retrace son parcours dans une autobiographique intitulée Résilience, publiée en 2021.  Cette même année, interviewée par Laurent Ruquier dans l'émission On est en direct sur France 2, elle déclare « ne pas être SDF » et « posséder une maison »,.
En 2022, elle joue le rôle de Sylvie dans Somin Gazé, une série réalisée par Lauren Ransan et Abel Vaccaro, produite par une société de production réunionnaise et diffusée sur Canal+ Réunion et sur MyCanal[source insuffisante]
En 2023, Ophélie Winter anime la soirée événement des 30 ans du Dance Machine au Dôme de Paris et diffusée sur W9. La même année, elle prête sa voix à l'autobot Arcee pour la version française du film Transformers : Rise Of The Beasts, sorti le 7 juin 2023.
En 2024, elle joue le rôle d'une vahiné de l'espace dans le court-métrage Au fond du trou réalisé par Lauren Ransan et Abel Vaccaro, inspiré de l'histoire des enfants de la Creuse.
En 2025, elle participe à plusieurs festivals comme par exemple le Do you Remember Festival en juillet, La Kermesse ou encore le concert événementiel Stars 80 / Stars 90 - La Grand Battle ! aux côtés de Tina Arena et Hélène Ségara notamment.

## Discographie

### Albums studio
| Année | Album           | Classement des ventes | Classement des ventes | Classement des ventes | Classement des ventes | Ventes françaises | Certifications françaises |
| Année | Album           | France                | France TL             | Belgique              | Suisse                | Ventes françaises | Certifications françaises |
| ----- | --------------- | --------------------- | --------------------- | --------------------- | --------------------- | ----------------- | ------------------------- |
| 1996  | No Soucy !      | 6                     | -                     | 14                    | -                     | 500 000           | Platine                   |
| 1998  | Privacy         | 13                    | -                     | 29                    | -                     | 250 000           | Or                        |
| 2002  | Explicit Lyrics | 36                    | -                     | -                     | 96                    | 30 000            |                           |
| 2009  | Resurrection    | -                     | 3                     | -                     | -                     |                   |                           |

### Compilation
| Année | Album   | Classement des ventes | Classement des ventes | Classement des ventes | Classement des ventes | Ventes françaises | Certifications françaises |
| Année | Album   | France                | France TL             | Belgique              | Suisse                | Ventes françaises | Certifications françaises |
| ----- | ------- | --------------------- | --------------------- | --------------------- | --------------------- | ----------------- | ------------------------- |
| 2023  | Best of |                       |                       |                       |                       |                   |                           |

### Singles
| Année | Single                                  | Classement des ventes | Classement des ventes | Classement des ventes | Classement des ventes | Classement des ventes | Certifications françaises | Album           |
| Année | Single                                  | France                | France TL             | Belgique              | Suisse                | Allemagne             | Certifications françaises | Album           |
| ----- | --------------------------------------- | --------------------- | --------------------- | --------------------- | --------------------- | --------------------- | ------------------------- | --------------- |
| 1984  | La chanson des klaxons (avec Bob)       | -                     | -                     | -                     | -                     | -                     |                           |                 |
| 1987  | Poil de carotte                         | -                     | -                     | -                     | -                     | -                     |                           |                 |
| 1992  | When I got the Mood                     | -                     | -                     | -                     | -                     | -                     |                           |                 |
| 1993  | Shame on You                            | -                     | -                     | -                     | -                     | -                     |                           |                 |
| 1994  | Dad                                     | -                     | -                     | -                     | -                     | -                     |                           |                 |
| 1994  | Pour une lady                           | -                     | -                     | -                     | -                     | -                     |                           |                 |
| 1995  | Dieu m'a donné la foi                   | 1                     | -                     | 3                     | -                     | -                     | Or                        | No Soucy !      |
| 1996  | Le feu qui m'attise                     | 7                     | -                     | 21                    | -                     | -                     | Argent                    | No Soucy !      |
| 1996  | Shame on U                              | 9                     | -                     | -                     | -                     | -                     | Argent                    | No Soucy !      |
| 1997  | Keep it on the red light (feat. Coolio) | 19                    | -                     | -                     | -                     | -                     |                           | No Soucy !      |
| 1997  | Rien que pour lui                       | 39                    | -                     | -                     | -                     | -                     |                           | No Soucy !      |
| 1998  | Je marche à l'envers                    | 23                    | -                     | 12                    | -                     | -                     |                           | Privacy         |
| 1998  | I Spy                                   | -                     | -                     | -                     | -                     | 72                    |                           | Privacy         |
| 1998  | Elle pleure                             | 12                    | -                     | 9                     | -                     | -                     | Argent                    | Privacy         |
| 1999  | Je cours                                | -                     | -                     | -                     | -                     | -                     |                           | Privacy         |
| 1999  | Je t'abandonne                          | 39                    | -                     | 30                    | -                     | -                     |                           | Privacy         |
| 2000  | Ce que je suis                          | 75                    | -                     | -                     | -                     | -                     |                           | Privacy         |
| 2002  | Sache                                   | 6                     | -                     | 7                     | 21                    | -                     | Argent                    | Explicit Lyrics |
| 2003  | Tout l'monde le fait                    | 38                    | -                     | 28                    | 75                    | -                     |                           | Explicit Lyrics |
| 2003  | Yeah Yeah Yeah                          | -                     | -                     | -                     | -                     | -                     |                           | Explicit Lyrics |
| 2009  | Affection                               | -                     | -                     | -                     | -                     | -                     |                           | Résurrection    |
| 2010  | Sunshine                                | -                     | -                     | -                     | -                     | -                     |                           | Résurrection    |
| 2010  | Ne va pas croire                        | -                     | -                     | -                     | -                     | -                     |                           |                 |

### Participations
- 1996 : Sur la route en quatuor avec Francis Cabrel, Yannick Noah et de Palmas ainsi que On the road again sur l'album La Soirée des Enfoirés
- 1996 : West End Girls en duo avec East 17 sur l'album Duos Taratata Vol.2
- 1997 : Un jour sur la B.O du film Le Bossu de Notre-Dame
- 1998 : Sa raison d'être avec le collectif Ensemble contre le Sida initié par Pascal Obispo
- 1999 : Coup de folie en duo avec Jean-Jacques Goldman sur l'album Dernière Édition avant l'an 2000
- 2000 : Joue pas en trio avec Karen Mulder et Roch Voisine sur l'album Enfoirés en 2000
- 2000 : Somebody Else's Guy (en) en duo avec Lââm sur l'album Solidays L'Album
- 2000 : Noël ensemble avec le collectif Ensemble contre le Sida initié par Pascal Obispo et Line Renaud
- 2002 : Hey Sister en duo avec Arno sur l'album Charles Ernest
- 2002 : Who are you en duo avec Alpha Blondy sur l'album Merci
- 2003 : Les sucettes, Envole-moi, Juste une illusion et Elle allume des bougies sur l'album La Foire aux Enfoirés
- 2003 : Combat Combo au sein du collectif Le cœur des femmes
- 2003 : La Maladie d'amour en trio avec Jenifer et Mimie Mathy sur l'album Le cœur des femmes
- 2004 : Double vie sur l'album collectif French Connection - From France 2 America
- 2004 : Respect sur l'album Past, Present and Future de Gospel pour 100 voix
- 2005 : Et puis la terre au sein du collectif A.S.I.E
- 2005 : Satisfaction en quintet avec Yannick Noah, Jean-Louis Aubert, Natasha St Pier, Lââm et Les vieux en duo avec Julie Zenatti sur l'album Le Train des Enfoirés
- 2010 : Ye te Oh en duo avec Papa Wemba sur l'album New Morning
- 2010 : 1 Geste pour Haïti chérie au sein d'un collectif sur le single homonyme
- 2011 : Des ricochets avec le collectif Paris Africa
- 2014 : Look d'enfer avec Sébastien Patoche sur l'album Look d'enfer

## Filmographie

### Cinéma
- 1996 : Hommes, femmes, mode d'emploi de Claude Lelouch : la fille du Crillon.
- 1997 : Tout doit disparaître de Philippe Muyl : Eve Latour.
- 1997 : Bouge ! de Jérôme Cornuau : Ophélie Winter.
- 1998 : Folle d'elle de Jérôme Cornuau : Lisa.
- 2000 : Y a-t-il un flic pour sauver l'humanité ? (2001 : A Space Travesty) d'Allan A. Goldstein : Cassandra Menage.
- 2001 : She (Le Mystère de l'Anneau sacré) de Timothy Bond : Ayesha.
- 2001 : Les Jolies Choses de Gilles Paquet-Brenner : Jessica.
- 2001 : Ma femme est une actrice d'Yvan Attal : la fille célèbre dans le train.
- 2003 : Mauvais Esprit de Patrick Alessandrin : Chrystèle Porel.
- 2017 : Seth, court-métrage d'Hafid Stitou.
- 2024 : Au fond du trou, court-métrage de Lauren Ransan et Abel Vaccaro

### Télévision
- 1993 : Salut Les Musclés (épisode : Les comptes de Peggy) sur TF1 : Nina.
- 1994 : Filles à papas sur M6.
- 1994 : Classe mannequin (2 épisodes) sur M6.
- 2000 : La Cape et l'Épée (1 épisode) de Jean-Jacques Amsellem sur Canal + : la fille de Cardinal Claudia.
- 2002 : Les petites annonces d'Élie.
- 2010 : RIS police scientifique de Stéphane Kaminka - épisode Plus belle que moi sur TF1 : Isabelle Ballancourt.
- 2012 : Zak d'Arthur Benzaquen, saison 3 - épisodes 13 et 14 sur Orange Cinémax : Ophélie Winter.
- 2013 : Doc Martin, de Eric Kristy, saison 3 - épisode La belle de Port Garrec sur TF1 : Rebecca Mikelin.
- 2017 : Scènes de ménages : Ça va être leur fête !, série télévisée sur M6 : Anna.
- 2022 : Somin Gazé, série télévisée de Lauren Ransan et Abel Vaccaro,  sur Canal+ : Sylvie

### Doublage
- 2023 : Transformers: Rise of the Beasts : Arcee (Liza Koshy) (voix)

## Émissions de télévision

### Animatrice
- 1994-1996 : Dance Machine 4, 5, 6 et 8 (M6)
- 1994-1995 : Hit machine (M6) : coanimation avec Yves Noël
- 1995-1996 : Dance Machine Club (M6)
- 1995-1996 : Hit Dance (M6)
- 1996-1997 : Coming Next (M6)
- 1996-1997 : Ophelie Street (M6)
- 1997 : Ophélie Show (M6)
- 1997 : World Music Awards 1998 (TF1) : coprésentation avec Jean-Pierre Foucault
- 2000 : NRJ Music Awards (TF1)
- 2000 : Ophélie Winter Show (TF1)
- 2005 : Mission Missy (M6 Music Black)
- 2005 : Soirée spéciale Dennis Farina (13e rue)
- 2009 : Super Star avec Gaël Leforestier (TF6)
- 2023 : Dance Machine, 30 ans : la soirée événement (W9)

### Participante
- 1994 : Élection de Miss France 1995 (France 3) : jurée
- 1994 : La 1ère coupe du monde la séduction" sur M6 : jurée
- 1996, 1999, 2000, 2003, 2005 : Concert des Enfoirés (TF1, puis France 2 puis TF1) : membre de la troupe
- 1998 : Ophélie de folie sur France 2
- 2003 : Nice People (TF1) : candidate pendant une semaine
- 2007 : Popstars, saison 4 (M6 et W9) : jurée
- 2009 : La Bataille des chorales (TF1) : coach
- 2011 : Sosie ! Or Not Sosie ? (TF1) : participante
- 2014 : Danse avec les stars, saison 5 (TF1) : candidate.

## Publications
- Résilience (autobiographie), Paris, HarperCollins, 2021, 172 p. (ISBN 979-10-339-0938-5, BNF 46813312, ASIN B0955LLFZ9, lire en ligne).

## Distinctions

### Nominations
- 1996 : Victoires de la musique, nommée dans la catégorie « Révélation variétés féminine »
- 1997 : Victoires de la musique, nommée dans la catégorie « Artiste interprète féminine »
- 2000 : NRJ Music Awards, nommée dans la catégorie « Artiste féminine francophone »
- 2003 : NRJ Music Awards, nommée dans la catégorie « Artiste féminine francophone »

### Distinctions
- 2004 : Bidet d'or de la pire actrice pour Mauvais Esprit de Patrick Alessandrin.